# InstallJammer
InstallJammer es un programa creador de instaladores del estilo de Microsoft Windows escrito en Tcl usado para crear archivos autoextraíbles que muestran un asistente de instalación. Permite generar instaladores para Microsoft Windows desde Windows 98, FreeBSD, Linux (x86 y x64), Solaris, HP-UX y AIX.
El 16 de agosto de 2011, el desarrollo de InstallJammer fue descontinuado.